# Stan Clements
Stanley ("Stan") Finlay Thomas Clements (Portsmouth, 25 juni 1923 – 8 november 2018) was een voetballer uit Engeland, die het grootste deel van zijn carrière bij Southampton FC speelde. Hij speelde daar 116 wedstrijden en scoorde 1 doelpunt. Hij was centrale verdediger.
Hij begon met voetballen bij Gosport Borough F.C.
In 1955 stopte hij na 11 jaar bij Southampton en werd speler-coach bij Basingstoke Town FC.